# Familia Figueres

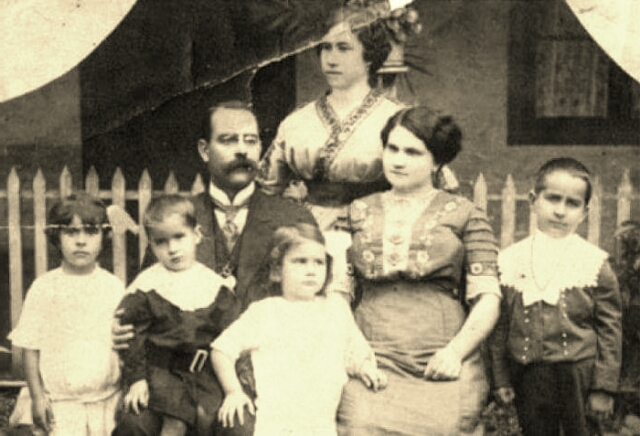
Los Figueres, alrededor de 1910.

La familia Figueres es una familia costarricense de origen catalán de gran relevancia política pues muchos de sus miembros han ejercido distintos cargos públicos incluyendo la presidencia de la República. La tradición política iniciada por el patriarca de esta familia, José Figueres Ferrer "Don Pepe" se conoce como "figuerismo". 
A esta familia pertenecen: 
- José Figueres Ferrer, hijo de padres catalanes emigrados a Costa Rica, caudillo del bando ganador durante la guerra del 48, sería presidente en tres ocasiones, una de facto tras la guerra, administración que duró menos de dos años y dos períodos constitucionales por medio de las urnas. En todos los casos sus períodos presidenciales no fueron consecutivos.
- Henrietta Boggs Long, ciudadana estadounidense y primera esposa de Figueres Ferrer, escritora y presentadora de televisión.
- José Martí Figueres Boggs, empresario, hijo mayor de José Figueres Ferrer y Henrietta Boggs.
- Karen Olsen Beck, ciudadana estadounidense y segunda esposa de Figueres Ferrer, fue diputada además de primera dama.
- José María Figueres Olsen, presidente de Costa Rica de 1994 a 1998.
- Meta Shannon (Muni) Figueres Boggs, fue candidata a vicepresidenta en 1990 y embajadora de Costa Rica en Estados Unidos (además es ciudadana estadounidense)[1]
- Mariano Figueres Olsen, director de Inteligencia y Seguridad durante el gobierno de Luis Guillermo Solís del Partido Acción Ciudadana (2014-2018).
- Christiana Figueres, economista y analista. Ex-Secretaria Ejecutiva de la Convención Marco de las Naciones Unidas sobre el Cambio Climático (CMNUCC) dónde ejerció desde el 17 de mayo de 2010 hasta el 17 de mayo de 2016.
- Kirsten Figueres Olsen, nunca tuvo participación política, laboró en empresas de la Familia Figueres,

- Dyalá Jiménez Figueres, Ministra de Comercio Exterior durante la administración de Carlos Alvarado Quesada